# Heteropoma pyramis
Heteropoma pyramis é uma espécie de gastrópode  da família Assimineidae. É endémica de Guam.